# Hanamachi

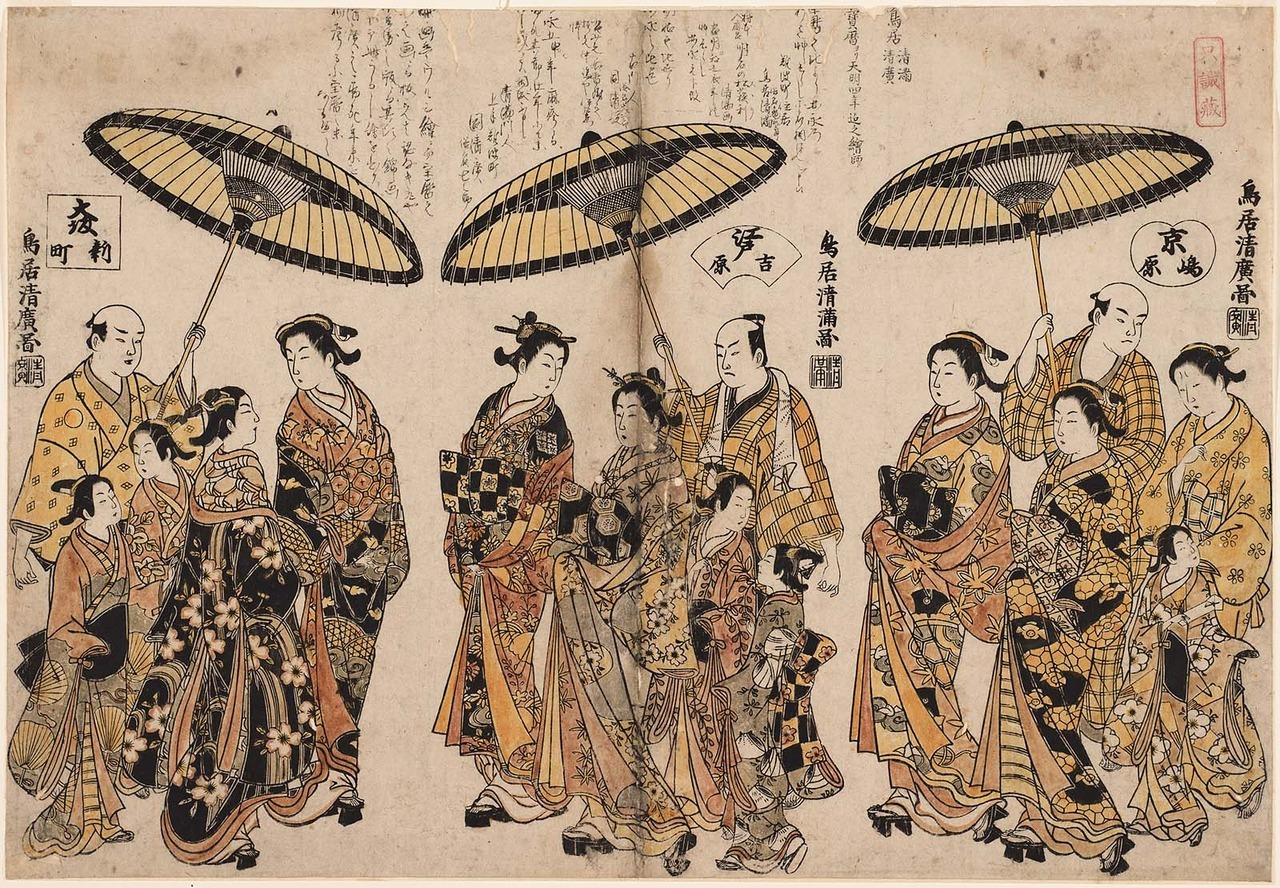
Courtisanes des trois villes : Shimabara à Kyoto (droite), Yoshiwara à Edo (centre) et Shinmachi à Osaka (gauche).

Le hanamachi ou kagai (花街, littéralement « rue des fleurs ») est le nom que l'on donne aux quartiers du Japon dans lesquels vivent et exercent les geishas. On y trouve notamment les okiya (置屋, « maisons de geisha »), les ochaya (お茶屋, « maisons de thé ») ainsi que tous les commerces liés aux activités et besoins des geishas.

## Yūkaku
Les hanamachi ont été précédés par les quartiers de prostituées enregistrés du Japon, connus sous le nom de yūkaku (遊 廓 、 遊 郭). Trois yūkaku furent établis au Japon au début des années 1600 : Shimabara à Kyoto en 1640) ; Shinmachi à Osaka entre 1624 et 1644 ; et Yoshiwara à Edo (Tokyo moderne) en 1617. L’yūkaku était à l'origine un lieu de travail pour les yūjo (遊 女, littéralement « prostituée ») et les courtisanes qui étaient toutes deux des catégories de travailleuses du sexe, même si les courtisanes étaient également réputées pour leur formation dans les arts traditionnels.
Cependant, à la suite du développement de la profession de geisha dans l’yūkaku au milieu des années 1700, de nombreuses geisha commencèrent à opérer à partir de l’yūkaku aux côtés de yūjo et de courtisanes, bien que le divertissement qu'elles offraient n'était principalement (et officiellement, entièrement) pas de la prostitution, offrant plutôt de la compagnie et des divertissements pour les hommes lors de fêtes. La geisha, issue d'une profession autrefois masculine d'artistes qui se produisaient lors des fêtes de certaines prostituées, a parfois été légalement empêchée d'opérer en dehors de l'yūkaku, bien qu'elle ait également été légalement empêchée d'apparaître, d'agir en tant que tel et de voler des clients à des courtisanes. En conséquence, de nombreux yūkaku se sont transformés en hanamachi.
Les trois yūkaku ont maintenant disparu, à la fois en tant que districts, de courtisanes comme de geishas, bien que certains établissements à vocation touristique soient conservés à Shimabara à Kyoto et certains établissements de prostitution conventionnels continuent d'exister à Yoshiwara à Tokyo.

## À Kyōto

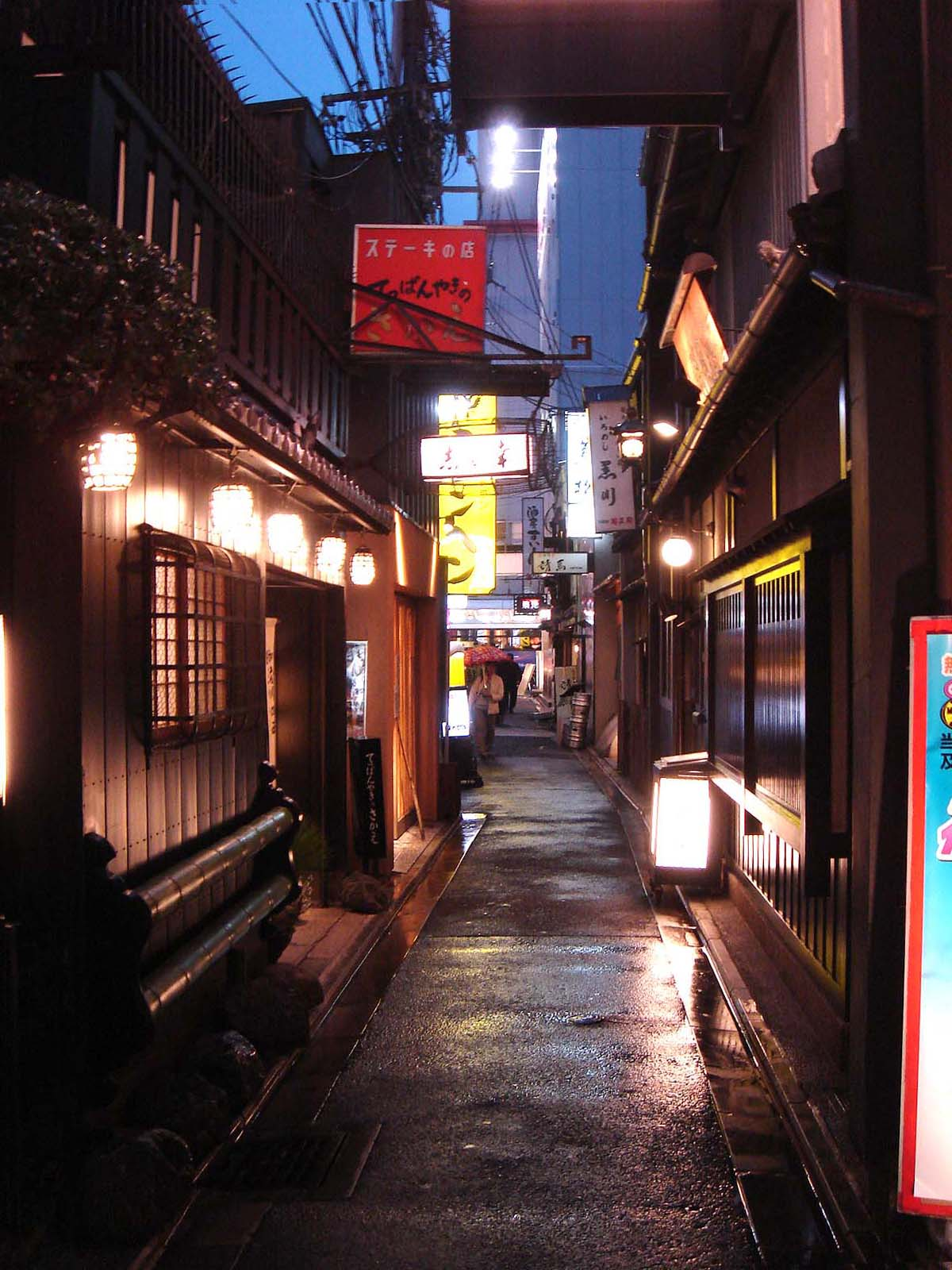
Ruelle de Ponto-chō, à Kyōto.

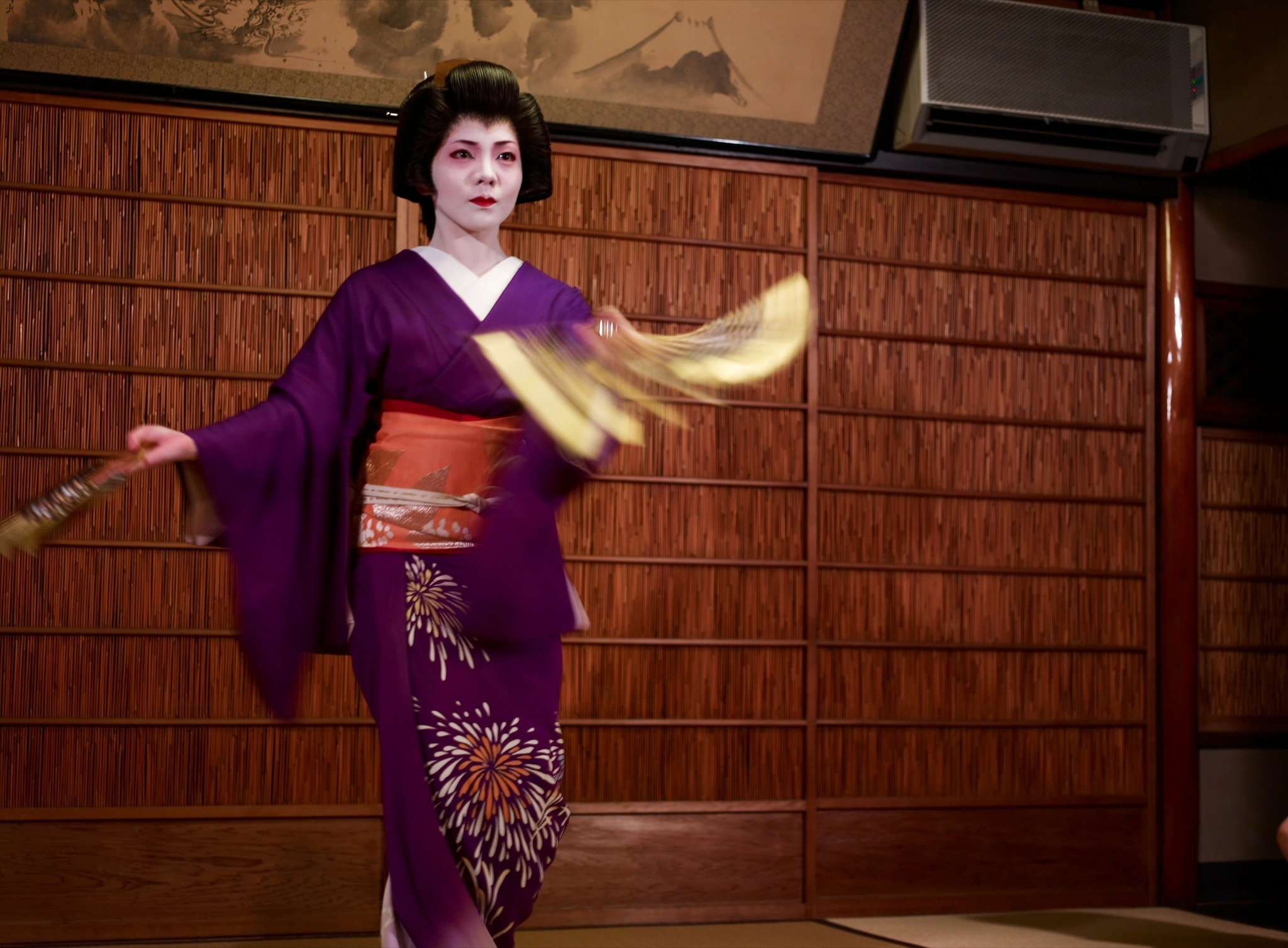
Une geiko (geisha de Kyoto) nommée Mamechika dansant à Gion en 2007.

### Hanamachiactifs

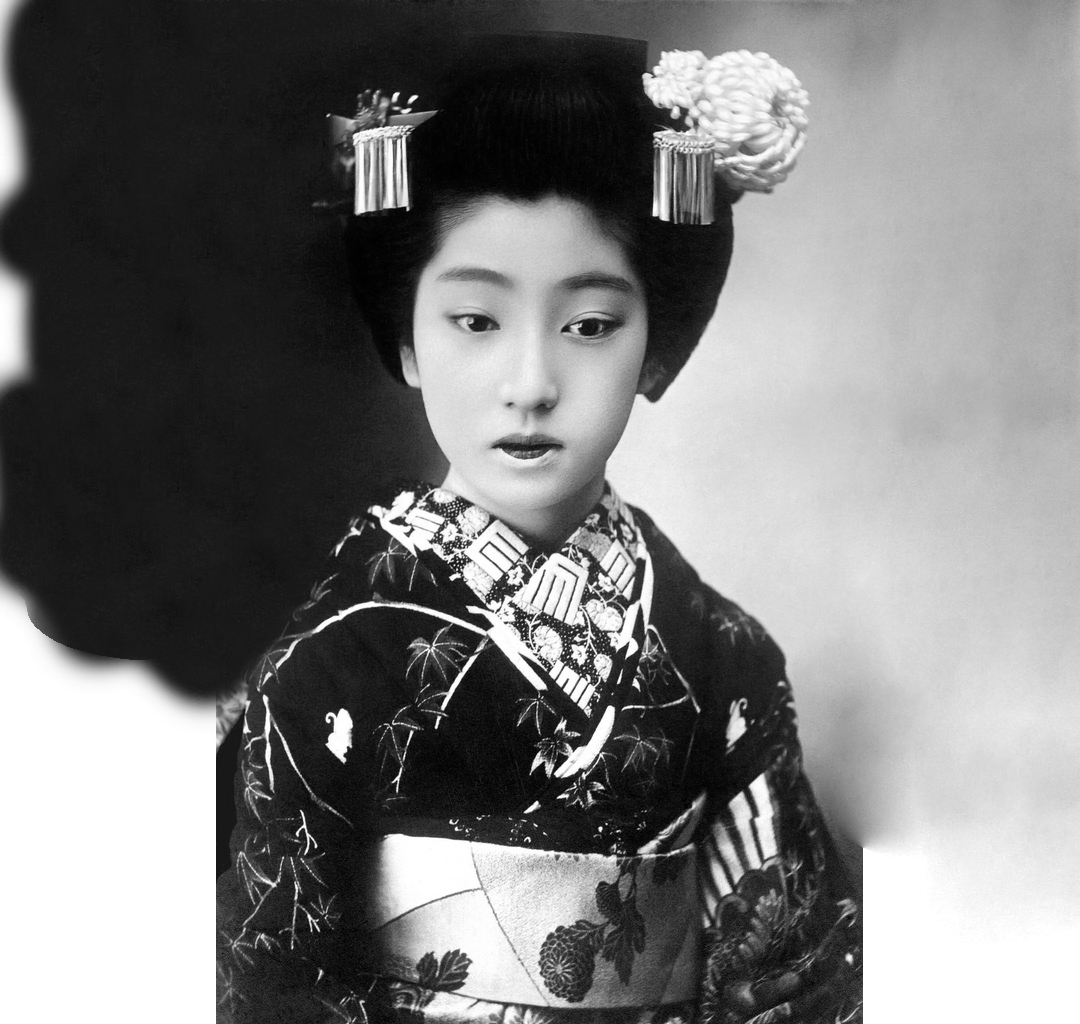
Chishō Takaoka dite Chiyoha, écrivaine et geisha à Osaka.

Il y a actuellement cinq hanamachi actifs à Kyoto (généralement appelés kagai dans le dialecte local de Kyoto au lieu de hanamachi), parfois appelés gokagai (五 花街, « 5 villes fleuries »).

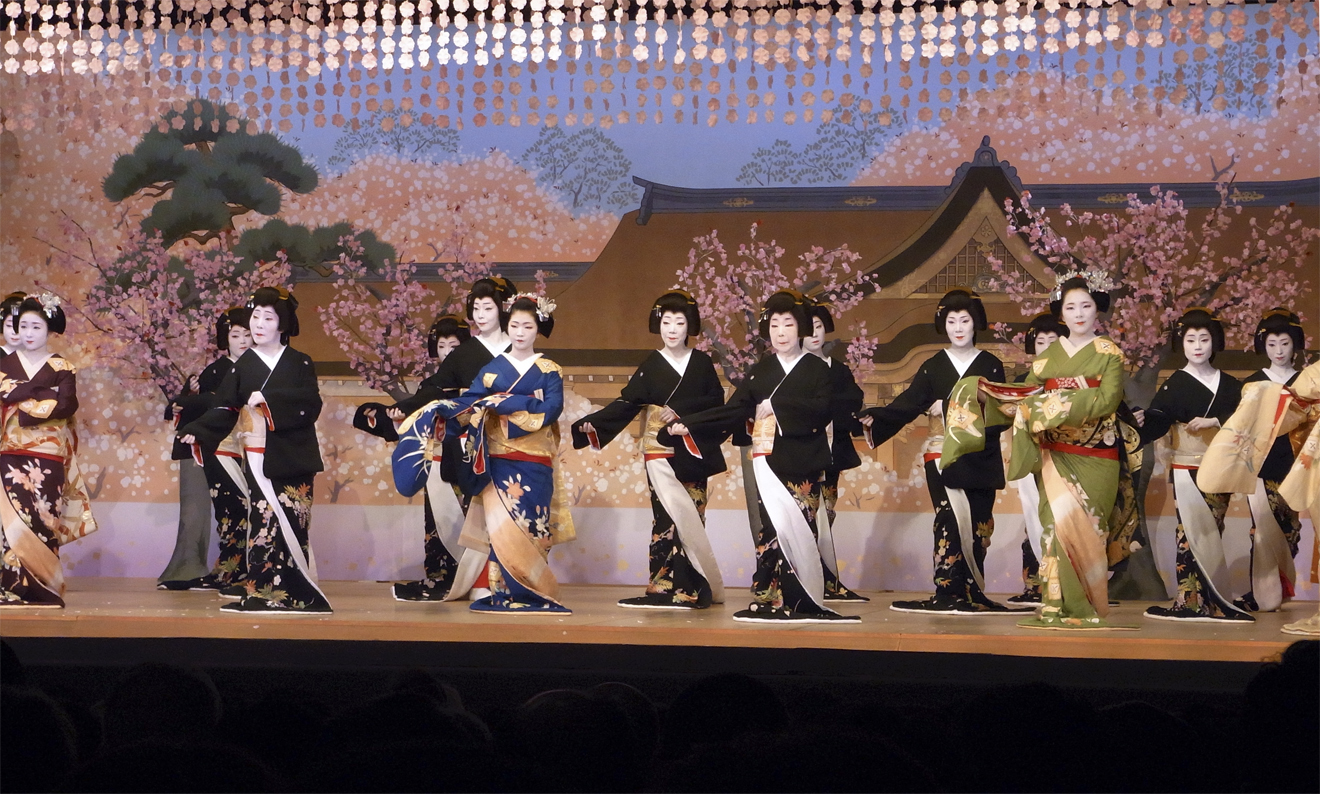
Kitano odori, danse kabuki qui est exécutée chaque année par les geishas de Kamishichiken.

- Gion (祇園?) avec Gion-Kobu (祇園甲部?) et Gion-Higashi (祇園東?)
- Miyagawa-chō (宮川町?)
- Kamishichiken (上七軒?)
- Ponto-chō (先斗町?)

### Hanamachidésormais fermés

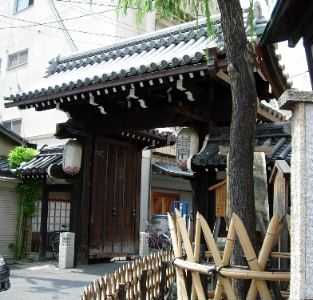
.

- Shimabara (嶋原?, 1640-1958). Il y avait 6 hanamachi auparavant à Kyoto, connus sous le nom de rōkkagai (littéralement, « 6 villes fleuries »). Cependant, après le départ de la dernière geisha de Shimabara à la fin du XXe siècle, il est maintenant considéré comme disparu en tant que district de geishas et fonctionne maintenant uniquement comme une attraction touristique[2].

Les quartiers de geishas de Kyoto sont principalement regroupés autour de la rivière Kamo, de la rue Sanjō (3e rue) à la rue Gojō (5e rue), en particulier autour de la rue Shijō. Quatre des cinq districts se trouvent en effet dans cette zone. Kamishichiken est séparé des autres, étant loin au nord-ouest, tandis que l'ancien district de Shimabara est également situé à l'ouest. La plupart des districts sont à peu près centrés autour de leurs salles de répétition respectives kaburenjō (歌舞 練 場, littéralement « espace d'entraînement au chant et à la danse »).

### Traditions

Insigne de l’okiya Odamoto.

Chaque quartier et okiya possède un insigne distinctif (kamon) qui apparaît sur le kimono de geisha, ainsi que sur les lanternes.
Une tradition estivale à l'époque du Gion matsuri (festival de Gion) parmi les hanamachi de Kyoto est de distribuer des uchiwa personnalisés (団 扇, éventails plats) aux clients privilégiés et aux magasins que les maiko et les geishas fréquentent. Ceux-ci comportent un insigne de la maison de geisha sur le devant et le nom de la geisha sur le dos (nom de la maison, puis nom personnel). Ils sont produits par Komaru-ya Sumii (小丸 屋 住 井, Sumii (nom de famille) petite maison circulaire) et sont connus sous le nom de Kyōmaru-uchiwa (京 丸 う ち わ, Kyoto round uchiwa),. Les établissements tels que les bars qui sont particulièrement fréquentés par les geishas accumulent souvent bon nombre de ces éventails et les affichent généralement pendant les mois d'été,.

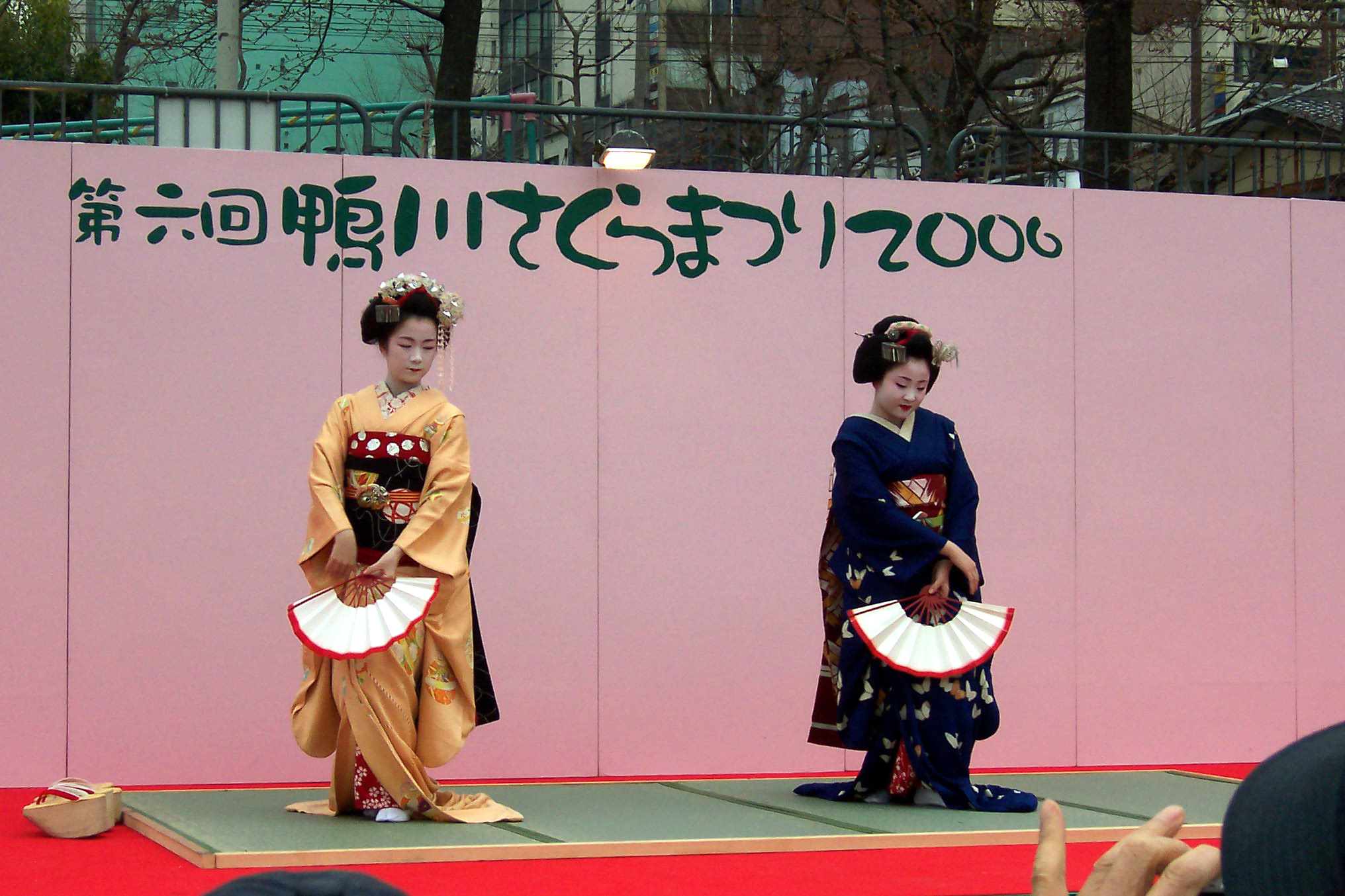
Deux danseuses du Kamogawa odori de 2006 à Ponto-chō.

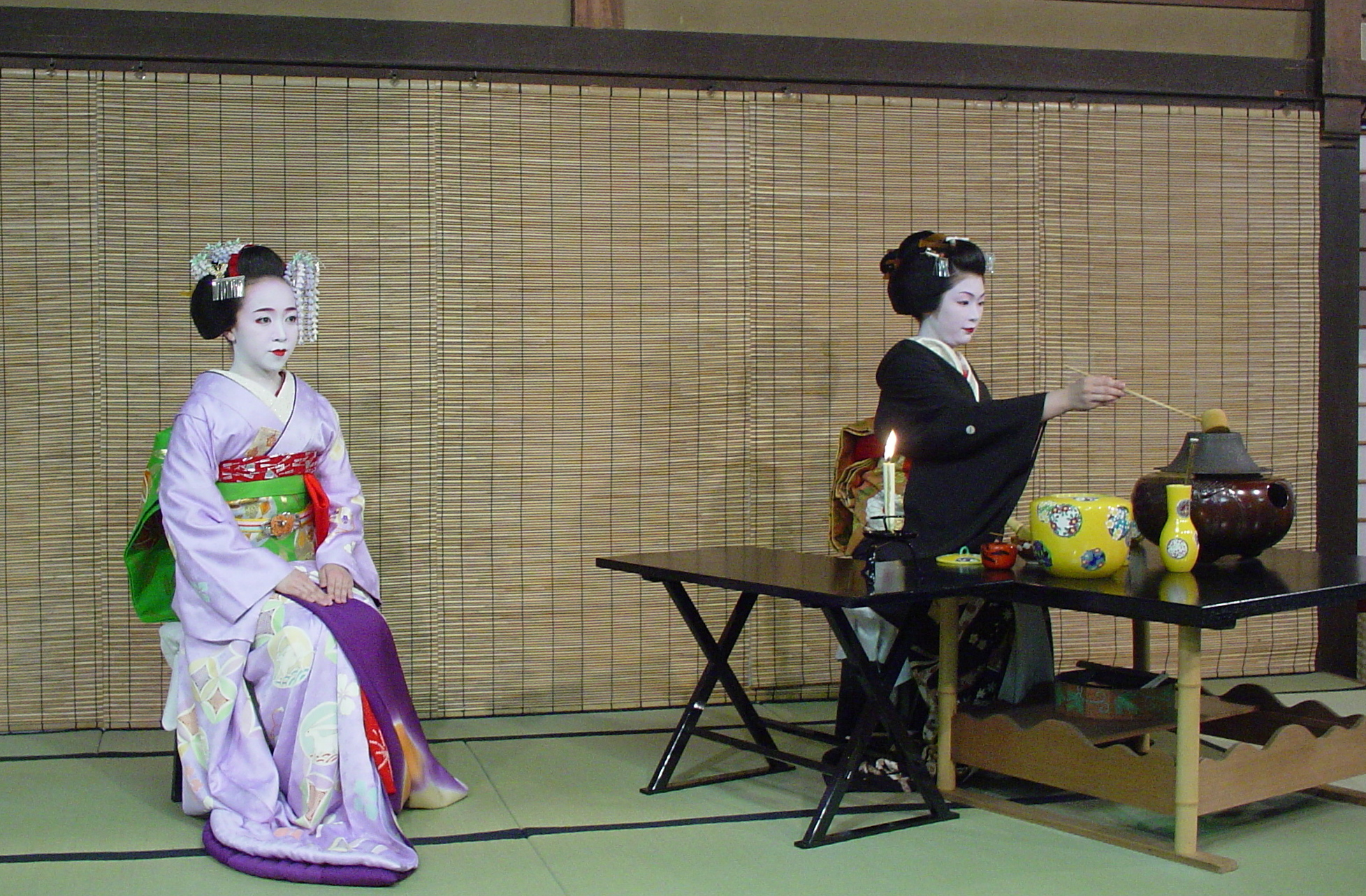
Thé lors du Miyako odori.

Tous les hanamachi de Kyoto mettent en scène des danses publiques chaque année, connues sous le nom d’odori (généralement écrites dans l'orthographe traditionnelle kana を ど り, plutôt que sous l'orthographe moderne お ど り), mettant en vedette à la fois maiko et geishas. Celles-ci comportent également une cérémonie du thé facultative (thé et wagashi servis par les maiko) avant la représentation. Elles sont exécutées pendant plusieurs semaines, principalement au printemps — quatre hanamachi les tiennent au printemps et un, Gion higashi, tient le sien à l'automne —. Les différents districts ont commencé ces représentations publiques des années différentes. Les plus anciens sont ceux de Gion Kōbu et Pontochō, dont les performances ont commencé à l'occasion de l'exposition de Kyoto de 1872,, tandis que d'autres (Kamishichiken, Miyagawachō) ont commencé à se produire dans les années 1950. Il existe de nombreuses représentations, avec des billets bon marché, allant d'environ 1 500 yens à 4 500 yens. La plus connue est Miyako odori, jouée à Gion Kōbu, qui est l'une des deux plus anciennes et qui a le plus de performances.
Les danses (nom du spectacle et explication) sont les suivantes (classées par ordre de représentation tout au long de l'année) :
- Kitano odori (nom du lieu, voir Kitano Tenman-gū) ; Kamishichiken (depuis 1953), printemps, dates variables, actuellement dernière semaine de mars et première semaine d'avril ;
- Miyako odori (capitale), Gion Kōbu (depuis 1872), tout le mois d'avril ;
- Kyō odori (Kyo[to], capitale), Miyagawa-chō (depuis les années 1950), 2 premières semaines d'avril ;
- Kamogawa odori (rivière Kamo), Pontochō (depuis 1872), presque tout le mois de mai ;
- Gion odori (Gion), Gion higashi, début novembre.

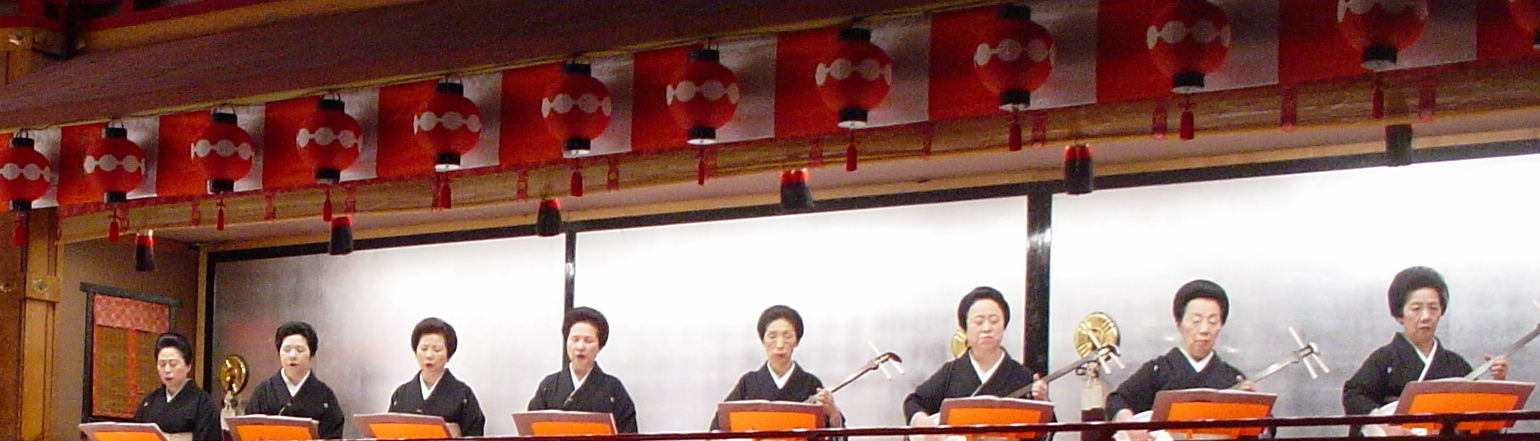
Joueuses de shamisen au Miyako odori.

Il existait aussi auparavant l'Aoyagi odori (青 柳 踊, saule vert, saule en feuille), Shimabara (de 1873 à 1880 ; clôturé en 1881).
On trouve aussi un spectacle combiné des cinq districts nommé Five Geisha District Combined Public Performance (五 花街 合同 公演, gokagai gōdō kōen), ou plus formellement « Les cinq districts de geisha de Kyoto combinent une représentation publique spéciale de théâtre traditionnel » (京都 五 花街 合同 伝 統 芸 能 特別 公演, Kyōto gokagai gōdō dentō geinō tokubetsu kōen). Il a lieu pendant la journée sur deux jours (samedi et dimanche) un week-end fin juin (généralement le dernier ou l'avant-dernier week-end) dans une grande salle et les billets sont nettement plus chers que ceux des districts individuels. En lien avec cet événement, le soir de ces deux jours, sont organisés des spectacles en soirée avec repas kaiseki, soit un événement combiné, soit des spectacles séparés par district. Cet événement, qui est organisé depuis 1994, est connu sous le nom de « Soirée des cinq districts de geishas » (五 花街 の 夕 べ, gokagai no yūbe), et est assez cher (comme d'habitude pour les kaiseki), avec un nombre de places très limité.

## À Tōkyō

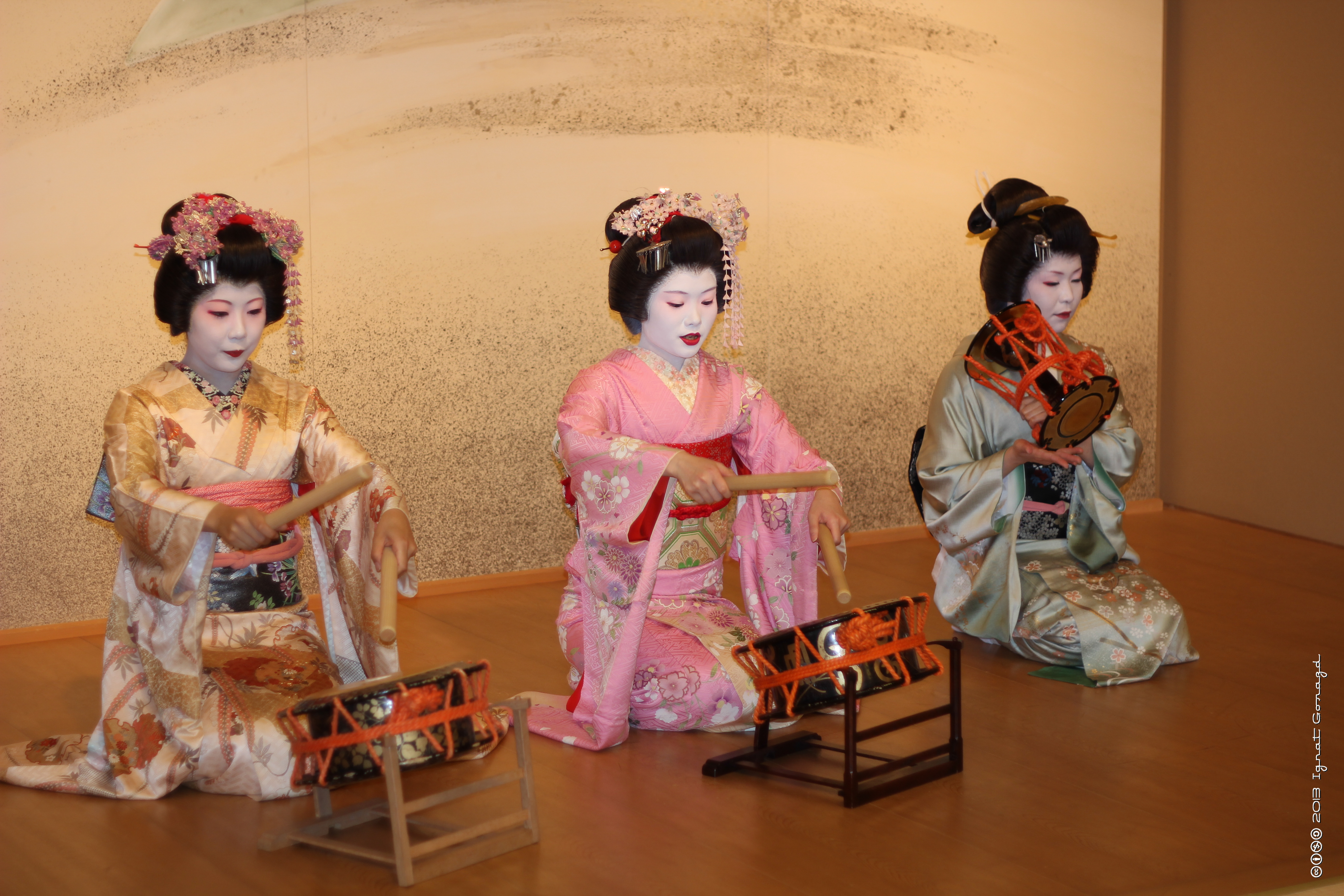
Deux hangyoku et une gyoku à Asakusa.

### Hanamachiactifs
À Tōkyō, les geishas sont connues sous le nom de gyoku (« bijou »), le terme utilisé pour désigner les maiko étant hangyoku (半玉, « demi-bijou »).
- Shinbashi (新橋?)
- Akasaka (赤坂?)
- Asakusa (浅草?)
- Yoshi-chō (芳町?)
- Kagurazaka (神楽坂?)
- Mukojima (向島?)

### Lieu passé
Yoshiwara était le principal quartier des courtisanes de Tōkyō, on le considère parfois comme un hanamachi. En effet, si des courtisanes ne travaillaient jamais dans les quartiers de geishas, les geishas pouvaient parfois travailler dans les quartiers de courtisanes (sans toutefois entrer dans le commerce du sexe).

## Près de Tōkyō

### Hanamachiactif
- Hachiōji (八王子?)

### Lieux historiquement réputés commehanamachioukagai
- Fukagawa (深川?)
- Torimori (?)
- autour de Yanagibashi (柳橋?)
  - Kasumori (烏森?)
  - Shintomichō (新富町?)
  - Maruyamachō (円山町?)
  - Nakano Shinbashi (中野新橋?)
  - Yotsuya Araki-chō (荒木町?)

## À Ōsaka

### Hanamachiactifs
- Kita Shinchi (北新地?)
- Minami Chi (南地?)
- Horie (堀江?)

### Ancienshanamachi
- Shinmachi (新町?), ancien quartier de plaisir ou district de courtisanes, le plus ancien d'Osaka, un des trois yūkaku originaux du Japon devenu plus tard un hanamachi. Construit entre 1615 et 1623, il fut exploité jusqu'à sa destruction pendant la Seconde Guerre mondiale.
- Dans le quartier sud, ces quartiers ont prospéré de l’époque Edo à la Seconde Guerre mondiale du fait des théâtres construits autour de Dotonbori, le quartier des théâtres. Autrefois se trouvaient là deux grands quartiers de geishas[10] :
  - Kuroemon-cho, situé au côté ouest de l’avenue Midosuji, désormais occupé par de nombreux restaurants.
  - Soemon-cho, aujourd’hui devenu un quartier de host clubs.

## À Kanazawa

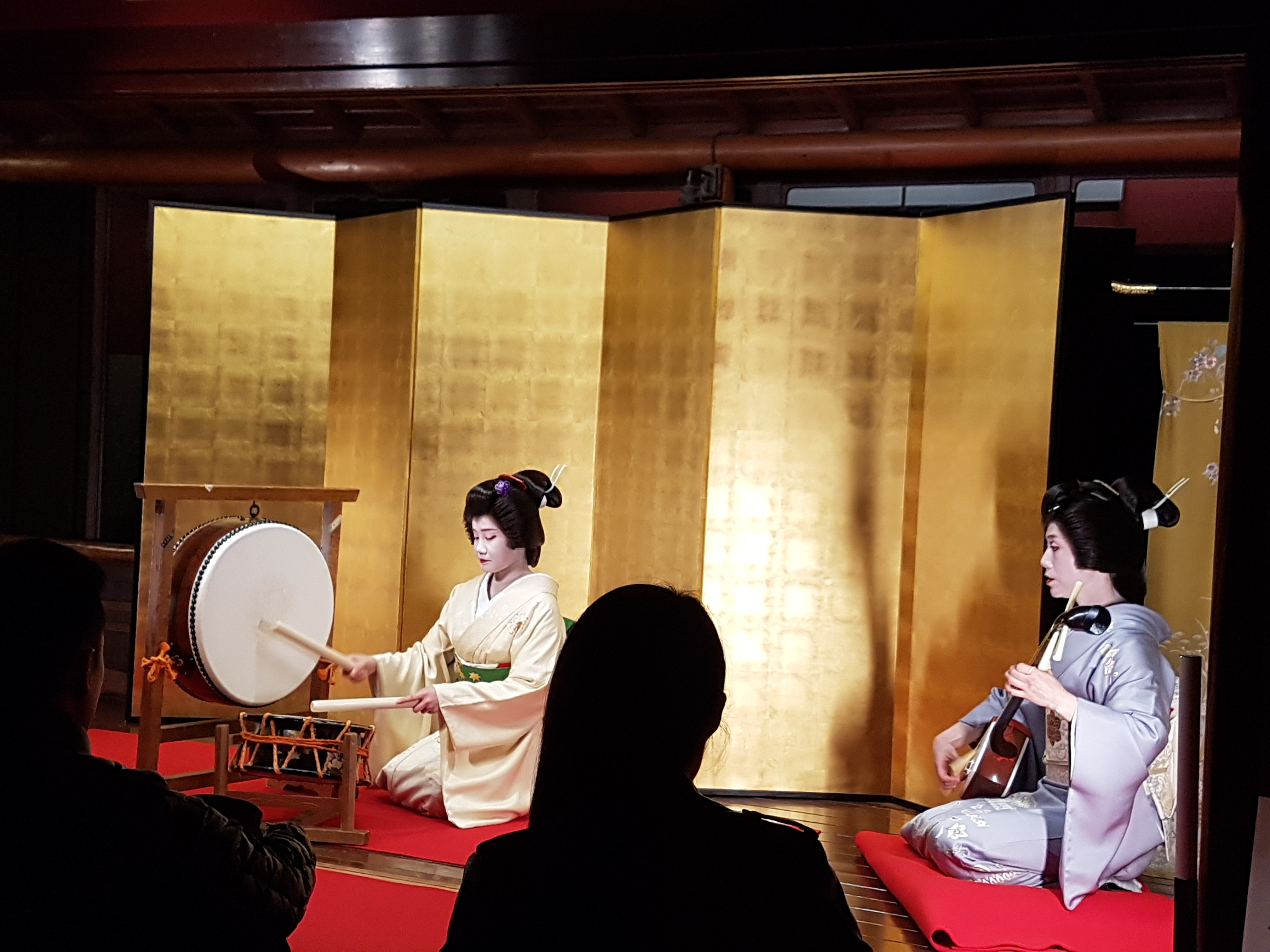
Soirée avec geishas à Kaikaro ochaya, Kanazawa.

Les districts de geishas de Kanazawa furent les plus actifs pendant 1820-1830 et 1867-1954 (juste avant la révolution Meiji jusqu'à ce que la prostitution soit interdite). Désormais appelés chayagai, les trois survivent et présentent souvent des représentations publiques pendant la haute saison touristique.
- Nishi Chaya-gai (にし茶屋街?, quartier des salons de thé de l'Ouest)
- Higashi Chaya-gai (ひがし茶屋街?, quartier des salons de thé de l'Est)
- Kazuemachi (la ville du comptable)